# Браян Роббінс
Браян Левін (англ. Brian Levine), відоміший як Браян Роббінс (англ. Brian Robbins; нар. 22 листопада 1963) — актор, кінорежисер, кінопродюсер, телепродюсер, телережисер, сценарист, президент компанії Nickelodeon.

## Біографія
Роббінс народився 22 листопада 1967 року в Брукліні штату Нью-Йорк під ім'ям Браян Левін. Коли хлопцю було 16 років, він з сім'єю переїхав до Лос-Анджелесу. У 1982 році закінчив середню школу Грант.
Наслідуючи свого батька Флойда Левіна, Браян спробував себе в акторській справі. Його акторський дебют відбувся в епізоді телевізійної драми Trapper John, M.D. У ролі запрошеної зірки з'явився в ряді серіалів і телевізійних серіалів, а також мав постійну роль у мильній опері «Головний госпіталь». Як актор, він, мабуть, найвідоміший за роллю Еріка Мардіана у серіалі Староста класу телеканалу ABC. Він також вів дитячу версію телевізійного ігрового шоу Pictionary у 1989 році. У 1990-х він почав випускати скетч-шоу All that (укр. «Всіляке таке») та свої спін-оффи на Nickelodeon. Роббінс також зняв такі спортивні фільми як: «Тренер Картер» (2005) та «Хардбол» (2001). Він також продюсував телесеріали «Таємниці Смолвіля» та «Школа виживання».

## Відповідальність
Браян Роббінс є президентом компанії Kids & Family Entertainment у ViacomCBS, контролює всі стратегії, креативні та ділові операції брендів, орієнтованих на дітей та підлітків, включно з Nickelodeon, Nick at Nite, Nick Jr., TeenNick, Nicktoons, Nickelodeon Studios та Awesomeness. Він також керує The Nick Experience, експериментальним підрозділом Nickelodeon, який транслює прямі шоу, а також має внутрішній бізнес споживчих товарів.

## Фільмографія
| Фільм/серіал             | Рік       | Роль Браяна                  |
| ------------------------ | --------- | ---------------------------- |
| Студентська команда      | 1999      | Режисер, продюсер            |
| Хардбол                  | 2001      | Режисер, продюсер            |
| Тренер Картнер           | 2005      | Продюсер                     |
| Кудлатий тато            | 2006      | Режисер                      |
| Реальні кабани           | 2007      | Продюсер                     |
| Норбіт                   | 2007      | Режисер, Виконавчий продюсер |
| Знайомтесь: Дейв         | 2008      | Режисер                      |
| Тисяча слів              | 2012      | Режисер, продюсер            |
| Члени королівської сім'ї | 2015-2018 | Виконавчий продюсер          |